# Coupe du monde de tir de l'ISSF 2009
Navigation
Édition précédente Édition suivante
La Coupe du monde de tir de l'ISSF 2009 est la vingt-quatrième édition annuelle de la Coupe du monde organisée par l'ISSF (Fédération Internationale de Tir Sportif).
Elle regroupe toutes les épreuves figurant au programme olympique. 
Quatre compétitions de qualification ont lieu entre mars à juillet pour chacune des armes (carabine, pistolet et fusil de chasse) et les meilleurs tireurs sont qualifiés pour les finales en septembre et octobre. 

## Calendrier
| Competition dates           | Lieu        | Pays         | Carabine | Pistolet | Fusil de chasse |
| --------------------------- | ----------- | ------------ | -------- | -------- | --------------- |
| du 10 au 15 avril           | Changwon    | Corée du Sud | ✔        | ✔        |                 |
| du 18 au 23 avril           | Pékin       | Chine        | ✔        | ✔        |                 |
| du 3 au 9 mai               | Le Caire    | Égypte       |          |          | ✔               |
| du 14 au 20 mai             | Munich      | Allemagne    | ✔        | ✔        | ✔               |
| du 23 au 28 mai             | Milan       | Italie       | ✔        | ✔        |                 |
| du 7 au 13 juin             | Minsk       | Biélorussie  |          |          | ✔               |
| du 17 au 23 juin            | Saint-Marin | Saint-Marin  |          |          | ✔               |
| du 24 au 29 octobre         | Wuxi        | Chine        | ✔        | ✔        |                 |
| du 29 octobre au 3 novembre | Pékin       | Chine        |          |          | ✔               |

## Résultats

### Carabine masculin
| 10 m air comprimé   | 10 m air comprimé       | 10 m air comprimé   | 50 m 3 positions    | 50 m 3 positions          | 50 m 3 positions    | 50 m tir couché     | 50 m tir couché            | 50 m tir couché     |
| Changwon (10 avril) | Changwon (10 avril)     | Changwon (10 avril) | Changwon (15 avril) | Changwon (15 avril)       | Changwon (15 avril) | Changwon (12 avril) | Changwon (12 avril)        | Changwon (12 avril) |
| ------------------- | ----------------------- | ------------------- | ------------------- | ------------------------- | ------------------- | ------------------- | -------------------------- | ------------------- |
| Médaille d'or       | Zhu Qinan Chine         | 700.3 (597)         | Médaille d'or       | Gagan Narang Inde         | 1264.0 (1166)       | Médaille d'or       | Warren Potent Australie    | 700.0 (596)         |
| Médaille d'argent   | Cao Yifei Chine         | 698.6 (595)         | Médaille d'argent   | Han Jin-seop Corée du Sud | 1261.9 (1165)       | Médaille d'argent   | Josselin Henry France      | 699.4 (596)         |
| Médaille de bronze  | Gagan Narang Inde       | 696.7 (594)         | Médaille de bronze  | Aleksey Kamensky Russie   | 1261.7 (1167)       | Médaille de bronze  | Ole Magnus Bakken Norvège  | 699.3 (597)         |
| Pékin (18 avril)    | Pékin (18 avril)        | Pékin (18 avril)    | Pékin (23 avril)    | Pékin (23 avril)          | Pékin (23 avril)    | Pékin (20 avril)    | Pékin (20 avril)           | Pékin (20 avril)    |
| Médaille d'or       | Péter Sidi Hongrie      | 699.5 (598)         | Médaille d'or       | Ole Magnus Bakken Norvège | 1276.7 (1179)       | Médaille d'or       | Warren Potent Australie    | 701.5 (597)         |
| Médaille d'argent   | Zhu Qinan Chine         | 699.3+10.7 (597)    | Médaille d'argent   | Rajmond Debevec Slovénie  | 1275.9 (1180)       | Médaille d'argent   | Josselin Henry France      | 698.8 (595)         |
| Médaille de bronze  | Václav Haman Tchéquie   | 699.3+10.4 (595)    | Médaille de bronze  | Stevan Pletikosić Serbie  | 1271.4 (1173)       | Médaille de bronze  | Michael McPhail États-Unis | 698.7 (594)         |
| Munich (16 mai)     | Munich (16 mai)         | Munich (16 mai)     | Munich (20 mai)     | Munich (20 mai)           | Munich (20 mai)     | Munich (18 mai)     | Munich (18 mai)            | Munich (18 mai)     |
| Médaille d'or       | Sergy Rikhter Israël    | 701.7 (599 EJWR)    | Médaille d'or       | He Zhaohui Chine          | 1283.5 (1182 JWR)   | Médaille d'or       | Guy Starik Israël          | 703.3 (598)         |
| Médaille d'argent   | Péter Sidi Hongrie      | 701.5 (597)         | Médaille d'argent   | Mario Knögler Autriche    | 1276.7 (1178)       | Médaille d'argent   | Matthew Emmons États-Unis  | 702.0 (597)         |
| Médaille de bronze  | Zhu Qinan Chine         | 700.6 (597)         | Médaille de bronze  | Matthew Emmons États-Unis | 1275.8 (1176)       | Médaille de bronze  | Michael McPhail États-Unis | 701.0 (598)         |
| Milan (23 mai)      | Milan (23 mai)          | Milan (23 mai)      | Milan (25 mai)      | Milan (25 mai)            | Milan (25 mai)      | Milan (28 mai)      | Milan (28 mai)             | Milan (28 mai)      |
| Médaille d'or       | Zhu Qinan Chine         | 699.1 (596)         | Médaille d'or       | He Zhaohui Chine          | 1284.8 (1181)       | Médaille d'or       | Warren Potent Australie    | 702.4 (598)         |
| Médaille d'argent   | Artur Ayvazian Ukraine  | 698.8 (596)         | Médaille d'argent   | Niccolò Campriani Italie  | 1269.6 (1173)       | Médaille d'argent   | Vebjørn Berg Norvège       | 701.7 (596)         |
| Médaille de bronze  | Henri Häkkinen Finlande | 697.6 (595)         | Médaille de bronze  | Anders Johanson Suède     | 1268.5 (1172)       | Médaille de bronze  | Marco De Nicolo Italie     | 699.3 (597)         |
| Finale: Wuxi        | Finale: Wuxi            | Finale: Wuxi        | Finale: Wuxi        | Finale: Wuxi              | Finale: Wuxi        | Finale: Wuxi        | Finale: Wuxi               | Finale: Wuxi        |
| Médaille d'or       | Zhu Qinan Chine         | 701,7 (598+103,7)   | Médaille d'or       | Matthew Emmons États-Unis | 1277,3 (1177+100,3) | Médaille d'or       | Vebjoern Berg Norvège      | 701,3 (596+105,3)   |
| Médaille d'argent   | Péter Sidi Hongrie      | 700,5 (599+101,5)   | Médaille d'argent   | Han Jinseop Corée du Sud  | 1274,6 (1180+94,6)  | Médaille d'argent   | Michael McPhail États-Unis | 700,9 (596+104,9)   |
| Médaille de bronze  | Henri Häkkinen Finlande | 698,6 (595+103,6)   | Médaille de bronze  | Ole Magnus Bakken Norvège | 1270,0 (1180+90,0)  | Médaille de bronze  | Warren Potent Australie    | 700,1 (596+104,1)   |

### Carabine féminin
| 10 m air comprimé   | 10 m air comprimé             | 10 m air comprimé   | 50 m 3 positions    | 50 m 3 positions              | 50 m 3 positions    |
| Changwon (11 avril) | Changwon (11 avril)           | Changwon (11 avril) | Changwon (13 avril) | Changwon (13 avril)           | Changwon (13 avril) |
| ------------------- | ----------------------------- | ------------------- | ------------------- | ----------------------------- | ------------------- |
| Médaille d'or       | Yin Wen Chine                 | 500.6 (396)         | Médaille d'or       | Yin Wen Chine                 | 685.2 (587)         |
| Médaille d'argent   | Xie Jieqiong Chine            | 500.5 (398)         | Médaille d'argent   | Wan Xiangyan Chine            | 676.8 (580)         |
| Médaille de bronze  | Lee Da-hye Corée du Sud       | 499.7 (398)         | Médaille de bronze  | Wang Chengyi Chine            | 676.6 (582)         |
| Pékin (19 avril)    | Pékin (19 avril)              | Pékin (19 avril)    | Pékin (21 avril)    | Pékin (21 avril)              | Pékin (21 avril)    |
| Médaille d'or       | Yin Wen Chine                 | 503.4 (399)         | Médaille d'or       | Lioubov Galkina Russie        | 679.9 (578)         |
| Médaille d'argent   | Yi Siling Chine               | 501.5 (399)         | Médaille d'argent   | Xiong Meili Chine             | 675.8 (577)         |
| Médaille de bronze  | Snježana Pejčić Croatie       | 500.7 (399)         | Médaille de bronze  | Wan Xianggyan Chine           | 670.7 (568)         |
| Munich (16 ami)     | Munich (16 ami)               | Munich (16 ami)     | Munich (19 mai)     | Munich (19 mai)               | Munich (19 mai)     |
| Médaille d'or       | Darya Shytko Ukraine          | 502.7 (399)         | Médaille d'or       | Yin Wen Chine                 | 687.5 (590)         |
| Médaille d'argent   | Sonja Pfeilschifter Allemagne | 502.3 (399)         | Médaille d'argent   | Sonja Pfeilschifter Allemagne | 685.7 (584)         |
| Médaille de bronze  | Beate Gauss Allemagne         | 502.0 (399)         | Médaille de bronze  | Tejaswini Sawant Inde         | 685.0 (588)         |
| Milan (23 mai)      | Milan (23 mai)                | Milan (23 mai)      | Milan (26 mai)      | Milan (26 mai)                | Milan (26 mai)      |
| Médaille d'or       | Sonja Pfeilschifter Allemagne | 502.0 (399)         | Médaille d'or       | Sonja Pfeilschifter Allemagne | 686.9 (585)         |
| Médaille d'argent   | Petra Zublasing Italie        | 501.5 (398)         | Médaille d'argent   | Lidija Mihajlović Serbie      | 685.3 (587)         |
| Médaille de bronze  | Xie Jieqiong Chine            | 501.4 (398)         | Médaille de bronze  | Wan Xiangyan Chine            | 684.1 (585)         |
| Finale: Wuxi        | Finale: Wuxi                  | Finale: Wuxi        | Finale: Wuxi        | Finale: Wuxi                  | Finale: Wuxi        |
| Médaille d'or       | Yin Wen Chine                 | 500,6 (396+104,6)   | Médaille d'or       | Yin Wen Chine                 | 685,2 (587+98,2)    |
| Médaille d'argent   | Xie Jieqiong Italie           | 500,5 (398+102,5)   | Médaille d'argent   | Wan Xiangyan Serbie           | 676,8 (580+96,8)    |
| Médaille de bronze  | Lee Da-hye Chine              | 499,7 (398+101,7)   | Médaille de bronze  | Wang Chengyi Chine            | 676,6 (582+94,6)    |

### Pistolet masculin
| 10 m air comprimé   | 10 m air comprimé           | 10 m air comprimé                                        | 25 m tir rapide           | 25 m tir rapide            | 25 m tir rapide           | 50 m                | 50 m                         | 50 m                |
| Changwon (12 avril) | Changwon (12 avril)         | Changwon (12 avril)                                      | Changwon (13 et 14 avril) | Changwon (13 et 14 avril)  | Changwon (13 et 14 avril) | Changwon (11 avril) | Changwon (11 avril)          | Changwon (11 avril) |
| ------------------- | --------------------------- | -------------------------------------------------------- | ------------------------- | -------------------------- | ------------------------- | ------------------- | ---------------------------- | ------------------- |
| Médaille d'or       | Leonid Yekimov Russie       | 691.0 (587)                                              | Médaille d'or             | Alekseï Klimov Russie      | 790.2 (590)               | Médaille d'or       | Jin Jong-oh Corée du Sud     | 674.6 (575)         |
| Médaille d'argent   | Jin Jong-oh Corée du Sud    | 689.7 (594) (Record du monde en phase de qualifications) | Médaille d'argent         | Keith Sanderson États-Unis | 787.3 (589)               | Médaille d'argent   | Leonid Yekimov Russie        | 665.0 (573)         |
| Médaille de bronze  | Shi Xinglong Chine          | 685.9 (584)                                              | Médaille de bronze        | Zhang Jian Chine           | 785.7 (588)               | Médaille de bronze  | Mikhaïl Nestrouïev Russie    | 662.2 (567)         |
| Pékin (20 avril)    | Pékin (20 avril)            | Pékin (20 avril)                                         | Pékin (21 et 22 avril)    | Pékin (21 et 22 avril)     | Pékin (21 et 22 avril)    | Pékin (19 avril)    | Pékin (19 avril)             | Pékin (19 avril)    |
| Médaille d'or       | Shi Xinglong Chine          | 683.0 (582)                                              | Médaille d'or             | Keith Sanderson États-Unis | 780.5 (584)               | Médaille d'or       | Rashid Yunusmetov Kazakhstan | 660.5 (568)         |
| Médaille d'argent   | Mai Jiajie Chine            | 682.8 (582)                                              | Médaille d'argent         | Vijay Kumar Inde           | 780.4 (581)               | Médaille d'argent   | Pavol Kopp Slovaquie         | 657.1 (561)         |
| Médaille de bronze  | Yury Dauhapolau Biélorussie | 682.5 (583)                                              | Médaille de bronze        | Teruyoshi Akiyama Japon    | 777.5 (579)               | Médaille de bronze  | Vladimir Isakov Russie       | 654.5 (557)         |
| Munich (19 mai)     | Munich (19 mai)             | Munich (19 mai)                                          | Munich (17 et 18 mai)     | Munich (17 et 18 mai)      | Munich (17 et 18 mai)     | Munich (17 mai)     | Munich (17 mai)              | Munich (17 mai)     |
| Médaille d'or       | Jin Jong-oh Corée du Sud    | 689.4 (586)                                              | Médaille d'or             | Christian Reitz Allemagne  | 785.3 (584)               | Médaille d'or       | Vladimir Gontcharov Russie   | 666.5 (567)         |
| Médaille d'argent   | Lee Dae-myung Corée du Sud  | 686.7 (586)                                              | Médaille d'argent         | Martin Strnad Tchéquie     | 780.2 (586)               | Médaille d'argent   | Damir Mikec Serbie           | 666.1 (574)         |
| Médaille de bronze  | Yury Dauhapolau Biélorussie | 686.6 (584)                                              | Médaille de bronze        | Keith Sanderson États-Unis | 780.0 (585)               | Médaille de bronze  | Rashid Yunusmetov Kazakhstan | 664.9 (568)         |
| Milan (24 mai)      | Milan (24 mai)              | Milan (24 mai)                                           | Milan (26 et 27 mai)      | Milan (26 et 27 mai)       | Milan (26 et 27 mai)      | Milan (28 mai)      | Milan (28 mai)               | Milan (28 mai)      |
| Médaille d'or       | Lukas Grunder Suisse        | 691.1 (588 EJWR)                                         | Médaille d'or             | Taras Magmet Ukraine       | 784.6 (584)               | Médaille d'or       | Shi Xinglong Chine           | 661.6 (571)         |
| Médaille d'argent   | Serhiy Kudriya Ukraine      | 682.2 (583)                                              | Médaille d'argent         | Zhang Jian Chine           | 781.1 (588)               | Médaille d'argent   | Rashid Yunusmetov Kazakhstan | 659.6 (563)         |
| Médaille de bronze  | Denis Koulakov Russie       | 680.6 (582)                                              | Médaille de bronze        | Christian Reitz Allemagne  | 780.0 (582)               | Médaille de bronze  | Serhiy Kudriya Ukraine       | 652.4 (558)         |
| Finale: Wuxi        | Finale: Wuxi                | Finale: Wuxi                                             | Finale: Wuxi              | Finale: Wuxi               | Finale: Wuxi              | Finale: Wuxi        | Finale: Wuxi                 | Finale: Wuxi        |
| Médaille d'or       | Jin Jong-oh Corée du Sud    | 691,0 (591+100,0)                                        | Médaille d'or             | Alekseï Klimov Russie      | 783,6 (582+201,6)         | Médaille d'or       | Jin Jong-oh Corée du Sud     | 671,8 (575+96,8)    |
| Médaille d'argent   | Pang Wei Chine              | 690,0 (589+101,0)                                        | Médaille d'argent         | Christian Reitz Allemagne  | 780,9 (583+197,9)         | Médaille d'argent   | João Costa Portugal          | 658,5 (564+94,5)    |
| Médaille de bronze  | Mai Jiajie Chine            | 687,9 (585+102,9)                                        | Médaille de bronze        | Teruyoshi Akiyama Japon    | 779,1 (580+199,1)         | Médaille de bronze  | Pavol Kopp Slovaquie         | 656,6 (560+96,6)    |

### Pistolet féminin
| 10 m air comprimé   | 10 m air comprimé                   | 10 m air comprimé   | 25 m                      | 25 m                           | 25 m                      |
| Changwon (13 avril) | Changwon (13 avril)                 | Changwon (13 avril) | Changwon (10 et 11 avril) | Changwon (10 et 11 avril)      | Changwon (10 et 11 avril) |
| ------------------- | ----------------------------------- | ------------------- | ------------------------- | ------------------------------ | ------------------------- |
| Médaille d'or       | Tong Xin Chine                      | 489.4 (388)         | Médaille d'or             | Wu Yan Chine                   | 790.5 (586)               |
| Médaille d'argent   | Lee Ho-lim Corée du Sud             | 488.3 (387)         | Médaille d'argent         | Yuliya Bondareva Kazakhstan    | 788.9 (589)               |
| Médaille de bronze  | Lalita Yauhleuskaya Australie       | 487.8 (386)         | Médaille de bronze        | Stefanie Thurmann Allemagne    | 787.2 (582)               |
| Pékin (21 avril)    | Pékin (21 avril)                    | Pékin (21 avril)    | Pékin (18 et 19 avril)    | Pékin (18 et 19 avril)         | Pékin (18 et 19 avril)    |
| Médaille d'or       | Hu Jun Chine                        | 490.5 (390)         | Médaille d'or             | Zhao Xu Chine                  | 787.6 (580)               |
| Médaille d'argent   | Heena Sidhu Inde                    | 486.8 (385)         | Médaille d'argent         | Lalita Yauhleuskaya Australie  | 786.1 (585)               |
| Médaille de bronze  | Lenka Marušková Tchéquie            | 485.9 (385)         | Médaille de bronze        | Viktoria Chaika Biélorussie    | 785.7 (585)               |
| Munich (20 mai)     | Munich (20 mai)                     | Munich (20 mai)     | Munich (16 et 17 mai)     | Munich (16 et 17 mai)          | Munich (16 et 17 mai)     |
| Médaille d'or       | Olena Kostevych Ukraine             | 489.4 (390)         | Médaille d'or             | Yuan Jing Chine                | 793.0 (588)               |
| Médaille d'argent   | Tong Xin Chine                      | 488.6 (385)         | Médaille d'argent         | Zhao Xu Chine                  | 789.0 (582)               |
| Médaille de bronze  | Lee Ho-lim Corée du Sud             | 487.3 (388)         | Médaille de bronze        | Munkhbayar Dorjsuren Allemagne | 788.4 (589)               |
| Milan (24 mai)      | Milan (24 mai)                      | Milan (24 mai)      | Milan (25 et 26 mai)      | Milan (25 et 26 mai)           | Milan (25 et 26 mai)      |
| Médaille d'or       | Guo Wenjun Chine                    | 489.9 (392)         | Médaille d'or             | Munkhbayar Dorjsuren Allemagne | 789.9 (589)               |
| Médaille d'argent   | Hu Jun Chine                        | 488.6 (388)         | Médaille d'argent         | Yuan Jing Chine                | 789.4 (584)               |
| Médaille de bronze  | Mirosława Sagun-Lewandowska Pologne | 486.0 (385)         | Médaille de bronze        | Lalita Yauhleuskaya Australie  | 785.2 (580)               |
| Finale: Wuxi        | Finale: Wuxi                        | Finale: Wuxi        | Finale: Wuxi              | Finale: Wuxi                   | Finale: Wuxi              |
| Médaille d'or       | Hu Jun Chine                        | 486,9 (387+99,9)    | Médaille d'or             | Nino Salukvadze Géorgie        | 789,5 (589+200,5          |
| Médaille d'argent   | Viktorija Tšaika Biélorussie        | 486,6 (387+99,6)    | Médaille d'argent         | Chen Ying Chine                | 787,8 (584+203,8)         |
| Médaille de bronze  | Guo Wenjun Chine                    | 485,3 (387+98,3)    | Médaille de bronze        | Munkhbayar Dorjsuren Allemagne | 787,2 (586+201,2)         |

### Fusil de chasse masculin
| Trap                        | Trap                                 | Trap                        | Double Trap           | Double Trap                | Double Trap           | Skeet                       | Skeet                       | Skeet                       |
| Le Caire (3 et 4 mai)       | Le Caire (3 et 4 mai)                | Le Caire (3 et 4 mai)       | Le Caire (6 mai)      | Le Caire (6 mai)           | Le Caire (6 mai)      | Le Caire (8 et 9 mai)       | Le Caire (8 et 9 mai)       | Le Caire (8 et 9 mai)       |
| --------------------------- | ------------------------------------ | --------------------------- | --------------------- | -------------------------- | --------------------- | --------------------------- | --------------------------- | --------------------------- |
| Médaille d'or               | Ryan Hadden États-Unis               | 139+3 (116)                 | Médaille d'or         | Francesco D'Aniello Italie | 185 (140)             | Médaille d'or               | Mykola Milchev Ukraine      | 148 (125 EWR)               |
| Médaille d'argent           | Jesús Serrano Espagne                | 139+2 (118)                 | Médaille d'argent     | Rashid al-Athba Qatar      | 183 (139)             | Médaille d'argent           | Ennio Falco Italie          | 147 (123)                   |
| Médaille de bronze          | Khaled Almudhaf Koweït               | 137 (118)                   | Médaille de bronze    | Roland Gerebics Hongrie    | 182 (136)             | Médaille de bronze          | Marko Kemppainen Finlande   | 146 (122)                   |
| Munich (14 et 15 mai)       | Munich (14 et 15 mai)                | Munich (14 et 15 mai)       | Munich (17 mai)       | Munich (17 mai)            | Munich (17 mai)       | Munich (19 et 20 mai)       | Munich (19 et 20 mai)       | Munich (19 et 20 mai)       |
| Médaille d'or               | Massimo Fabbrizi Italie              | 148 (125 EWR)               | Médaille d'or         | Joshua Richmond États-Unis | 188 (145)             | Médaille d'or               | Jan Sychra Tchéquie         | 149 (125 EWR)               |
| Médaille d'argent           | Gao Bo Chine                         | 145+6 (123)                 | Médaille d'argent     | Richard Faulds Royaume-Uni | 187+2 (143)           | Médaille d'argent           | Yórgos Achilléos Chypre     | 148+2 (123)                 |
| Médaille de bronze          | Anton Glasnović Croatie              | 145+5 (123)                 | Médaille de bronze    | Rashid al-Athba Qatar      | 187+0 (144)           | Médaille de bronze          | Valerio Luchini Italie      | 148+1 (123)                 |
| Minsk (12 et 13 juin)       | Minsk (12 et 13 juin)                | Minsk (12 et 13 juin)       | Minsk (10 juin)       | Minsk (10 juin)            | Minsk (10 juin)       | Minsk (7 et 8 juin)         | Minsk (7 et 8 juin)         | Minsk (7 et 8 juin)         |
| Médaille d'or               | Giovanni Pellielo Italie             | 147 (122)                   | Médaille d'or         | Hu Binyuan Chine           | 196 WR (147 EWR)      | Médaille d'or               | Anthony Terras France       | 146+22 (121)                |
| Médaille d'argent           | Michael Diamond Australie            | 144 (123)                   | Médaille d'argent     | Ronjan Sodhi Inde          | 194 (145)             | Médaille d'argent           | Heikki Meriluoto Finlande   | 146+21 (121)                |
| Médaille de bronze          | Manavjit Singh Sandhu Inde           | 142 (121)                   | Médaille de bronze    | Vitaly Fokeev Russie       | 190 (142)             | Médaille de bronze          | Mykola Milchev Ukraine      | 146+19 (121)                |
| Saint Marin (22 et 23 juin) | Saint Marin (22 et 23 juin)          | Saint Marin (22 et 23 juin) | Saint Marin (20 juin) | Saint Marin (20 juin)      | Saint Marin (20 juin) | Saint Marin (17 et 18 juin) | Saint Marin (17 et 18 juin) | Saint Marin (17 et 18 juin) |
| Médaille d'or               | Ryan Hadden États-Unis               | 144+3 (121)                 | Médaille d'or         | Mo Junjie Chine            | 193 (144)             | Médaille d'or               | Yórgos Achilléos Chypre     | 146 (121)                   |
| Médaille d'argent           | David Kostelecký Tchéquie            | 144+2 (121)                 | Médaille d'argent     | Håkan Dahlby Suède         | 191 (145)             | Médaille d'argent           | Zaid Almutairi Koweït       | 145 (121)                   |
| Médaille de bronze          | Sergio Pinero République dominicaine | 143 (121)                   | Médaille de bronze    | Joshua Richmond États-Unis | 190 (142)             | Médaille de bronze          | Tore Brovold Norvège        | 143 (118)                   |
| Finale: Pékin               | Finale: Pékin                        | Finale: Pékin               | Finale: Pékin         | Finale: Pékin              | Finale: Pékin         | Finale: Pékin               | Finale: Pékin               | Finale: Pékin               |
| Médaille d'or               | Michael Diamond Australie            | 134 (117+17)                | Médaille d'or         | Mo Junjie Chine            | 189 (144+45)          | Médaille d'or               | Anthony Terras France       | 145 (121+24)                |
| Médaille d'argent           | Massimo Fabbrizi Italie              | 133 (117+16)                | Médaille d'argent     | Hu Binyuan Chine           | 186 (144+42)          | Médaille d'argent           | Vincent Hancock États-Unis  | 143 (122+21)                |
| Médaille de bronze          | Giovanni Pellielo Italie             | 130 (118+12)                | Médaille de bronze    | Jeffrey Holguin {{ }}      | 186 (144+42)          | Médaille de bronze          | Yórgos Achilléos Chypre     | 142 (122+20)                |

### Fusil de chasse féminin
| Trap                         | Trap                           | Trap                         | Skeet                       | Skeet                           | Skeet                       |
| Le Caire (3 mai)             | Le Caire (3 mai)               | Le Caire (3 mai)             | Le Caire (8 mai)            | Le Caire (8 mai)                | Le Caire (8 mai)            |
| ---------------------------- | ------------------------------ | ---------------------------- | --------------------------- | ------------------------------- | --------------------------- |
| Médaille d'or                | Daniela Del Din Saint-Marin    | 89 (70)                      | Médaille d'or               | Danka Barteková Slovaquie       | 97+2 (72)                   |
| Médaille d'argent            | Jessica Rossi Italie           | 86 (70)                      | Médaille d'argent           | Sutiya Jiewchaloemmit Thaïlande | 97+1 (74 EWR)               |
| Médaille de bronze           | Rachael Lynn Heiden États-Unis | 81 (66)                      | Médaille de bronze          | Connie Smotek États-Unis        | 95 (70)                     |
| Munich (14 mai)              | Munich (14 mai)                | Munich (14 mai)              | Munich (19 mai)             | Munich (19 mai)                 | Munich (19 mai)             |
| Médaille d'or                | Irina Laricheva Russie         | 92 (72)                      | Médaille d'or               | Wei Ning Chine                  | 98 (74 EWR)                 |
| Médaille d'argent            | Lu Xingyu Chine                | 91 (72)                      | Médaille d'argent           | Svetlana Demina Russie          | 97 (73)                     |
| Médaille de bronze           | Susanne Kiermayer Allemagne    | 90 (72)                      | Médaille de bronze          | Kim Rhode États-Unis            | 93 (73)                     |
| Minsk (12 juin)              | Minsk (12 juin)                | Minsk (12 juin)              | Minsk (7 juin)              | Minsk (7 juin)                  | Minsk (7 juin)              |
| Médaille d'or                | Liu Yingzi Chine               | 90 (69)                      | Médaille d'or               | Svetlana Demina Russie          | 96 (71)                     |
| Médaille d'argent            | Jessica Rossi Italie           | 88+4 (70)                    | Médaille d'argent           | Caitlin Connor États-Unis       | 95+2 (71)                   |
| Médaille de bronze           | Susanne Kiermayer Allemagne    | 88+3 (68)                    | Médaille de bronze          | Katiuscia Spada Italie          | 95+1 (72)                   |
| Saint Marin (22 juin)        | Saint Marin (22 juin)          | Saint Marin (22 juin)        | Saint Marin (17 juin)       | Saint Marin (17 juin)           | Saint Marin (17 juin)       |
| Médaille d'or                | Daina Gudzinevičiūtė Lituanie  | 88 (68)                      | Médaille d'or               | Chiara Cainero Italie           | 95 (72)                     |
| Médaille d'argent            | Alessandra Perilli Saint-Marin | 87+6 (70)                    | Médaille d'argent           | Kim Rhode États-Unis            | 88+3 (65)                   |
| Médaille de bronze           | Lu Xingyu Chine                | 87+5 (68)                    | Médaille de bronze          | Christine Brinker Allemagne     | 88+2 (68)                   |
| Finale: Pékin (28 septembre) | Finale: Pékin (28 septembre)   | Finale: Pékin (28 septembre) | Finale: Pékin (1er octobre) | Finale: Pékin (1er octobre)     | Finale: Pékin (1er octobre) |
| Médaille d'or                | Liu Yingzi Chine               | 84 (69+15)                   | Médaille d'or               | Christine Wenzel {{ }}          | 90 (69+21)                  |
| Médaille d'argent            | Zuzana Štefečeková Slovaquie   | 79 (61+18)                   | Médaille d'argent           | Katiuscia Spada Italie          | 90 (71+19)                  |
| Médaille de bronze           | Satu Mäkelä-Nummela Finlande   | 75 (60+15)                   | Médaille de bronze          | Svetlana Demina Russie          | 89 (69+20)                  |